# Vienna Open 2022
L'Vienna Open 2022, noto anche come Erste Bank Open per motivi di sponsorizzazione, è stato un torneo di tennis giocato su campi in cemento al coperto. È stata la 48ª edizione e faceva parte della serie ATP Tour 500 nell'ambito dell'ATP Tour 2022. Gli incontri si sono giocati alla Wiener Stadthalle di Vienna, in Austria, dal 24 al 30 ottobre 2022.

## Partecipanti

### Teste di serie
| Nazionalità | Giocatore          | Ranking* | Testa di serie |
| ----------- | ------------------ | -------- | -------------- |
|             | Daniil Medvedev    | 4        | 1              |
| Grecia      | Stefanos Tsitsipas | 5        | 2              |
|             | Andrej Rublëv      | 8        | 3              |
| Stati Uniti | Taylor Fritz       | 9        | 4              |
| Polonia     | Hubert Hurkacz     | 11       | 5              |
| Italia      | Jannik Sinner      | 12       | 6              |
| Regno Unito | Cameron Norrie     | 14       | 7              |
| Italia      | Matteo Berrettini  | 16       | 8              |

* Ranking al 17 ottobre 2022.

### Altri partecipanti
I seguenti giocatori hanno ricevuto una wild card per il tabellone principale:
- Filip Misolic
- Dennis Novak
- Jurij Rodionov

Il seguente giocatore è entrato in tabellone come special exempt:
- Emil Ruusuvuori

I seguenti giocatori sono passati dalle qualificazioni:

- Yoshihito Nishioka
- Thiago Monteiro
- Jeffrey John Wolf
- Quentin Halys

I seguenti giocatori sono entrati in tabellone come lucky loser:
- Pedro Cachín
- Oscar Otte

### Ritiri
- John Isner → sostituito da  Marcos Giron
- Gaël Monfils → sostituito da  Pedro Cachín
- Matteo Berrettini → sostituito da  Oscar Otte

## Partecipanti al doppio

### Teste di serie
| Nazione     | Giocatore            | Nazione     | Giocatore     | Ranking* | Testa di serie |
| ----------- | -------------------- | ----------- | ------------- | -------- | -------------- |
| Stati Uniti | Rajeev Ram           | Regno Unito | Joe Salisbury | 3        | 1              |
| Paesi Bassi | Wesley Koolhof       | Regno Unito | Neal Skupski  | 7        | 2              |
| Croazia     | Nikola Mektić        | Croazia     | Mate Pavić    | 15       | 3              |
| Colombia    | Juan Sebastián Cabal | Colombia    | Robert Farah  | 30       | 4              |

* Ranking aggiornato al 17 ottobre 2022.

### Altri partecipanti
Le seguenti coppie hanno ricevuto una wildcard per il tabellone principale:
- Alexander Erler /  Lucas Miedler
- Robin Haase /  Philipp Oswald

La seguente coppia di giocatori è entrata in tabellone usando il ranking protetto:
- Łukasz Kubot /  Fabrice Martin

Le seguenti coppie sono passate dalle qualificazioni:

- Sander Gillé /  Joran Vliegen

## Campioni

### Singolare
Daniil Medvedev ha sconfitto in finale  Denis Shapovalov con il punteggio di 4-6, 6-3, 6-2.
• È il quindicesimo titolo in carriera per Medvedev, il secondo della stagione.

### Doppio
Alexander Erler /  Lucas Miedler hanno sconfitto in finale  Santiago González /  Andrés Molteni con il punteggio di 6-3, 7-6(1).